# Klaipėdos–Ventspilio plynaukštė
Klaipėdos–Ventspilio plynaukštė este o arie protejată (arie de protecție specială avifaunistică — SPA) din Lituania întinsă pe o suprafață de 31.949,3 ha, integral marine.

## Localizare
Centrul sitului Klaipėdos–Ventspilio plynaukštė este situat la coordonatele 55°56′16″N 20°40′57″E / 55.9379°N 20.6826°E.

## Înființare
Situl Klaipėdos–Ventspilio plynaukštė a fost declarat arie de protecție specială avifaunistică în aprilie 2015 pentru a proteja 5 specii de animale.

## Biodiversitate
Situată în ecoregiunea boreală, aria protejată conține 1 habitat natural: Recifuri.
La baza desemnării sitului se află mai multe specii protejate de  păsări (5): alca (Alca torda), Clangula hyemalis, cufundar mic (Gavia stellata), rață catifelată (Melanitta fusca), Uria aalge.